# Lucy Herbert
Lucy Herbert (Londra, 1669 – Bruges, 19 gennaio 1744) è stata una nobile, religiosa e scrittrice britannica.

## Biografia
Lucy era la figlia quartogenita di William Herbert, I marchese di Powis, uno dei principali esponenti del cattolicesimo aristocratico d'Inghilterra alla fine del Seicento, e di sua moglie Elizabeth Somerset, figlia minore di Edward Somerset, II marchese di Worcester.
A seguito dell'ingiusto coinvolgimento di suo padre prima e di sua madre poi nel Popish Plot, venne costretta ad abbandonare l'Inghilterra a favore dei Paesi Bassi spagnoli, dove chiese di intraprendere la carriera ecclesiastica, venendo ammessa nel 1690 nel priorato inglese delle canonichesse regolari di Bruges. Professò i voti solenni nel 1693 divenendo monaca e venendo eletta al ruolo di priora della comunità nel 1709. Morì a Bruges nel 1744.

## Opere
Lucy Herbert visse una vita ritirata dagli scenari politici del padre e del fratello e, nella vita devozionale, si dedicò alla scrittura di una serie di opere a carattere religioso che ebbero una discreta diffusione nella sua epoca:
- Several excellent Methods of hearing Mass, Bruges, 1722
- Several Methods and Practices of Devotions appertaining to a Religious Life, Bruges, 1743

Queste sue opere, assieme alle sue Meditations personali vennero ristampati nel The Devotions of the Lady Lucy Herbert of Powis, dato alle stampe dal gesuita John Morris a Londra nel 1873.